# Liste der Kulturdenkmale in Lauffen am Neckar
In der Liste der Kulturdenkmale in Lauffen am Neckar sind Bau- und Kunstdenkmale der Stadt Lauffen am Neckar verzeichnet, die im Verzeichnis der unbeweglichen Bau- und Kunstdenkmale und der zu prüfenden Objekte des Landesamts für Denkmalpflege Baden-Württemberg verzeichnet sind. Dieses Verzeichnis ist nicht öffentlich und kann nur bei „berechtigtem Interesse“ eingesehen werden. Die folgende Liste ist daher nicht vollständig.

## Kulturdenkmale der Stadt Lauffen am Neckar
Zu Lauffen am Neckar zählt die Kernstadt Lauffen am Neckar und die Höfe Landturm.

### Gesamtanlage Lauffen am Neckar

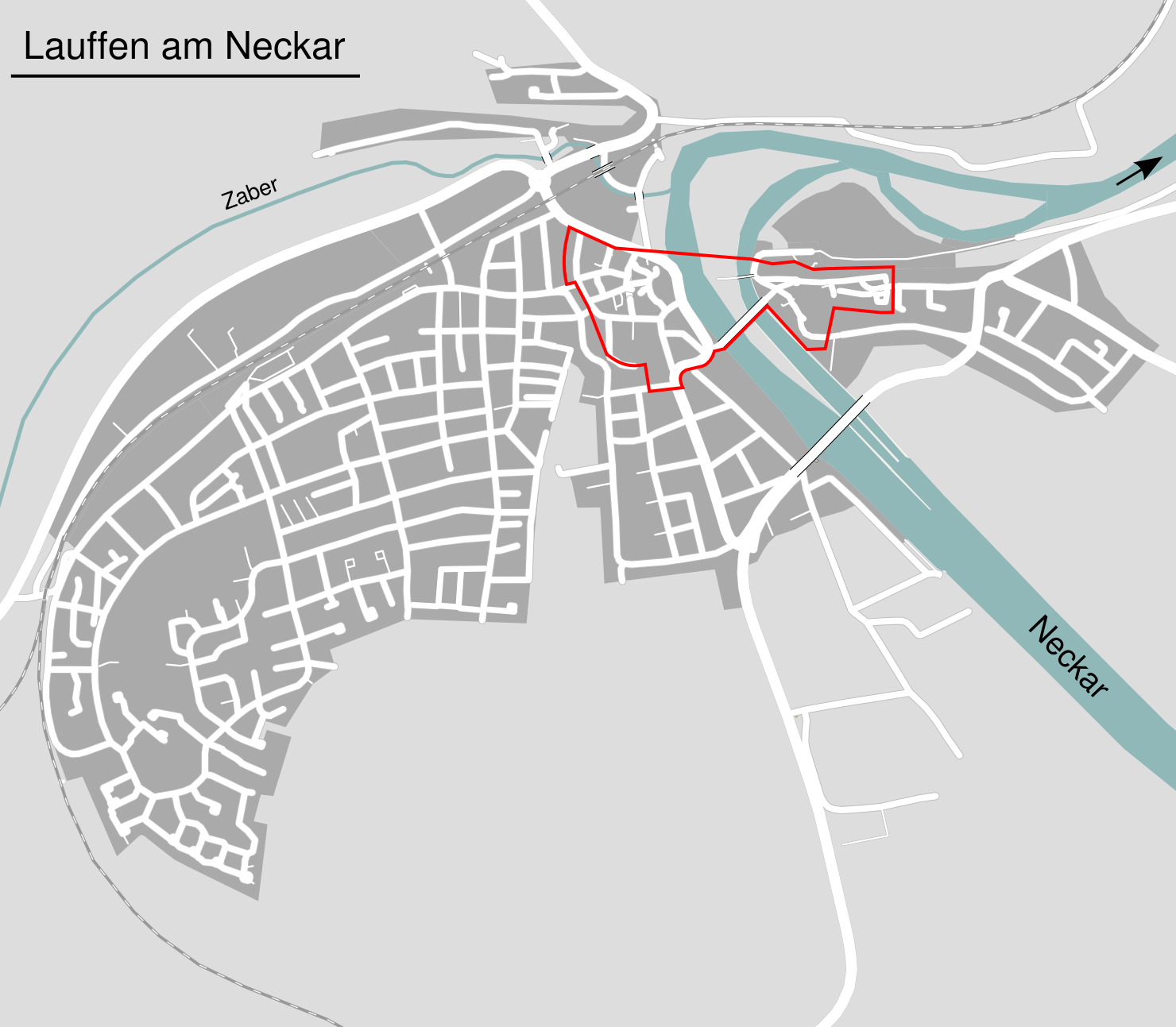
Abgrenzung der Gesamtanlage Lauffen am Neckar

Bau-, Kunst- und Kulturdenkmale der Gesamtanlage Lauffen am Neckar:
| Bild           | Bezeichnung                                                            | Lage                                                                                       | Datierung                      | Beschreibung | ID |
| -------------- | ---------------------------------------------------------------------- | ------------------------------------------------------------------------------------------ | ------------------------------ | --- | -- |
| Weitere Bilder | Stadtbefestigung Kernstadt, Stadtmauer mit Türmen und Toren            | Lauffen am Neckar, Heilbronner Straße, Kellereigasse, Obere Berggasse (Karte)              | bis 1274                       | Geschützt nach § 28 DSchG |    |
|                | Stadtbefestigung Vorstadt, Stadtmauerreste                             | Lauffen am Neckar, Heilbronner Straße, Mühltorstraße (Karte)                               |                                | Geschützt nach § 2 DSchG | BW |
|                | Dorfbefestigung                                                        | Lauffen am Neckar, Grabenstraße/Bergstraße, Kirchbergstraße (Karte)                        | vor 1100                       | Geschützt nach § 2 DSchG |    |
|                | Doppelhaus Bergstraße 1 und Sonnenstraße 2                             | Lauffen am Neckar, Bergstraße 1 und Sonnenstraße 2 (Karte)                                 | 1731                           | Geschützt nach § 2 DSchG |    |
|                | Wohnhaus Bergstraße 3                                                  | Lauffen am Neckar, Bergstraße 3 (Karte)                                                    | im Kern Anfang 18. Jahrhundert | Erhaltenswertes Gebäude |    |
|                | Wohnhaus Bergstraße 5                                                  | Lauffen am Neckar, Bergstraße 5 (Karte)                                                    | im Kern um 1600                | Geschützt nach § 2 DSchG |    |
|                | Dorfgraben                                                             | Lauffen am Neckar, Bergstraße/Grabenstraße (Karte)                                         | um 1700                        | Geschützt nach § 2 DSchG |    |
|                | Wohnhaus Brückenstraße 13                                              | Lauffen am Neckar, Brückenstraße 13 (Karte)                                                | 1745                           | Geschützt nach § 2 DSchG |    |
|                | Wohnhaus Brückenstraße 19                                              | Lauffen am Neckar, Brückenstraße 19 (Karte)                                                | 1747                           | Geschützt nach § 2 DSchG |    |
|                | Doppelwohnhaus Brunnenstraße 5 und 7                                   | Lauffen am Neckar, Brunnenstraße 5 und 7 (Karte)                                           | 18. Jahrhundert                | Erhaltenswertes Gebäude |    |
|                | Scheune Brunnenstraße 11/1                                             | Lauffen am Neckar, Brunnenstraße 11/1 (Karte)                                              | im Kern 18. Jahrhundert        | Erhaltenswertes Gebäude |    |
|                | Wohnhaus Grabenstraße 1                                                | Lauffen am Neckar, Grabenstraße 1 (Karte)                                                  | 1796                           | Erhaltenswertes Gebäude |    |
|                | Wohnhaus Grabenstraße 4                                                | Lauffen am Neckar, Grabenstraße 4 (Karte)                                                  | 1717                           | Erhaltenswertes Gebäude |    |
|                | Wohnhaus mit Metzgerei Heilbronner Straße 3                            | Lauffen am Neckar, Heilbronner Straße 3 (Karte)                                            | im Kern 17./18. Jahrhundert    | Erhaltenswertes Gebäude | BW |
|                | Wohnhaus Heilbronner Straße 4                                          | Lauffen am Neckar, Heilbronner Straße 4 (Karte)                                            | im Kern 16. Jahrhundert        | Geschützt nach § 2 DSchG |    |
|                | Gasthaus „Weinstube Sonne“                                             | Lauffen am Neckar, Heilbronner Straße 5 (Karte)                                            | Mitte 17. Jahrhundert          | Geschützt nach § 2 DSchG |    |
|                | Scheune Heilbronner Straße 7                                           | Lauffen am Neckar, Heilbronner Straße 7 (Karte)                                            | 1710                           | Erhaltenswertes Gebäude |    |
|                | Wohnhaus Heilbronner Straße 9                                          | Lauffen am Neckar, Heilbronner Straße 9 (Karte)                                            | um 1577                        | Geschützt nach § 2 DSchG |    |
|                | Wohnhaus Heilbronner Straße 10                                         | Lauffen am Neckar, Heilbronner Straße 10 (Karte)                                           | im Kern 18./19. Jahrhundert    | Erhaltenswertes Gebäude | BW |
|                | Metzgerei, Gasthof „Goldenes Lamm“                                     | Lauffen am Neckar, Heilbronner Straße 11 (Karte)                                           | im Kern 17./18. Jahrhundert    | Geschützt nach § 2 DSchG |    |
|                | Wohnhaus Heilbronner Straße 15 und 15/1                                | Lauffen am Neckar, Heilbronner Straße 15 und 15/1 (Karte)                                  | im Kern 19. Jahrhundert        | Erhaltenswertes Gebäude | BW |
|                | Gasthaus „Zum Stadttor“                                                | Lauffen am Neckar, Heilbronner Straße 17 (Karte)                                           | 1733                           | Erhaltenswertes Gebäude | BW |
|                | Stadtmauer Heilbronner Straße 20                                       | Lauffen am Neckar, Heilbronner Straße 20 (Karte)                                           | 1274                           | Geschützt nach § 28 DSchG | BW |
|                | Wohnhaus Heilbronner Straße 21                                         | Lauffen am Neckar, Heilbronner Straße 21 (Karte)                                           | im Kern 17. Jahrhundert        | Geschützt nach § 2 DSchG |    |
|                | Wohnhaus Heilbronner Straße 22                                         | Lauffen am Neckar, Heilbronner Straße 22 (Karte)                                           | im Kern 16. Jahrhundert        | Geschützt nach § 2 DSchG |    |
|                | Doppelhaus Heilbronner Straße 23 und 25                                | Lauffen am Neckar, Heilbronner Straße 23 und 25 (Karte)                                    | im Kern 15./16. Jahrhundert    | Geschützt nach § 2 DSchG |    |
|                | Stadtmauer Heilbronner Straße 23a                                      | Lauffen am Neckar, Heilbronner Straße 23a (Karte)                                          | 1274                           | Geschützt nach § 28 DSchG | BW |
|                | Oberes oder Altes Schloss, Wohnhaus                                    | Lauffen am Neckar, Heilbronner Straße 24 (Karte)                                           | um 1807                        | Geschützt nach § 2 DSchG |    |
|                | Wohnhaus Heilbronner Straße 27                                         | Lauffen am Neckar, Heilbronner Straße 27 (Karte)                                           | im Kern 17./18. Jahrhundert    | Erhaltenswertes Gebäude | BW |
|                | Wohnhaus Heilbronner Straße 28                                         | Lauffen am Neckar, Heilbronner Straße 28 (Karte)                                           | im Kern 15./16. Jahrhundert    | Erhaltenswertes Gebäude |    |
|                | Gefängnisturm (Engelhansen- oder Bürgerturm), Wohnhaus                 | Lauffen am Neckar, Heilbronner Straße 29 (Karte)                                           | im Kern 13. Jahrhundert        | Geschützt nach § 28 DSchG |    |
|                | Wohnhaus Heilbronner Straße 33                                         | Lauffen am Neckar, Heilbronner Straße 33 (Karte)                                           | 1599                           | Geschützt nach § 2 DSchG |    |
|                | Altes Heilbronner Tor                                                  | Lauffen am Neckar, Heilbronner Straße 34 (Karte)                                           | im Kern 13. Jahrhundert        | Geschützt nach § 28 DSchG |    |
|                | Wohnhaus Heilbronner Straße 35                                         | Lauffen am Neckar, Heilbronner Straße 35 (Karte)                                           | im Kern 17. Jahrhundert        | Erhaltenswertes Gebäude | BW |
|                | Vogthof Heilbronner Straße 38                                          | Lauffen am Neckar, Heilbronner Straße 38 (Karte)                                           | 16. Jahrhundert                | Geschützt nach § 2 DSchG |    |
| Weitere Bilder | Neuer Bau (Alte Kelter), Ärztehaus                                     | Lauffen am Neckar, Heilbronner Straße 39 (Karte)                                           | 1568                           | Geschützt nach § 28 DSchG |    |
|                | Vogtwohnhaus, Wohnhaus                                                 | Lauffen am Neckar, Heilbronner Straße 40 (Karte)                                           | 1599                           | Geschützt nach § 2 DSchG |    |
|                | Wohnhaus Heilbronner Straße 41 und 43                                  | Lauffen am Neckar, Heilbronner Straße 41 und 43 (Karte)                                    | 1790                           | Erhaltenswertes Gebäude | BW |
|                | Wohnhaus Heilbronner Straße 42                                         | Lauffen am Neckar, Heilbronner Straße 42 (Karte)                                           | 16. Jahrhundert                | Geschützt nach § 2 DSchG |    |
|                | Wohnhaus Heilbronner Straße 44                                         | Lauffen am Neckar, Heilbronner Straße 44 (Karte)                                           | im Kern 17. Jahrhundert        | Geschützt nach § 2 DSchG |    |
|                | So genanntes „Pfeilsticker-Haus“, Wohnhaus                             | Lauffen am Neckar, Heilbronner Straße 45 (Karte)                                           | 1609                           | Erhaltenswertes Gebäude |    |
| Weitere Bilder | So genannte Martinskirche (St. Nikolaus)                               | Lauffen am Neckar, Heilbronner Straße 48 (Karte)                                           | um 900                         | Geschützt nach § 28 DSchG |    |
|                | Wohnhaus Heilbronner Straße 52                                         | Lauffen am Neckar, Heilbronner Straße 52 (Karte)                                           | 1786                           | Erhaltenswertes Gebäude | BW |
|                | Wohnhaus Heilbronner Straße 53                                         | Lauffen am Neckar, Heilbronner Straße 53 (Karte)                                           | 1773                           | Erhaltenswertes Gebäude | BW |
|                | Wohnhaus Heilbronner Straße 55                                         | Lauffen am Neckar, Heilbronner Straße 55 (Karte)                                           | 1787                           | Erhaltenswertes Gebäude | BW |
| Weitere Bilder | Neues Heilbronner Tor (Oberes Tor)                                     | Lauffen am Neckar, Heilbronner Straße 57 (Karte)                                           |                                | |    |
|                | Wohnhaus Kellereigasse 1                                               | Lauffen am Neckar, Kellereigasse 1 (Karte)                                                 | im Kern 16. Jahrhundert        | Erhaltenswertes Gebäude | BW |
|                | Wohnhaus Kiesstraße 1                                                  | Lauffen am Neckar, Kiesstraße 1 (Karte)                                                    | 1783                           | Erhaltenswertes Gebäude |    |
|                | Wohnhaus Kiesstraße 3                                                  | Lauffen am Neckar, Kiesstraße 3 (Karte)                                                    | im Kern 19. Jahrhundert        | Erhaltenswertes Gebäude |    |
|                | Wohnhaus Kiesstraße 9                                                  | Lauffen am Neckar, Kiesstraße 9 (Karte)                                                    | 1735                           | Erhaltenswertes Gebäude |    |
|                | Wohnhaus Kiesstraße 11                                                 | Lauffen am Neckar, Kiesstraße 11 (Karte)                                                   | 1728                           | Erhaltenswertes Gebäude |    |
|                | Wohnhaus Kirchbergstraße 1                                             | Lauffen am Neckar, Kirchbergstraße 1 (Karte)                                               | 17. Jahrhundert                | Geschützt nach § 2 DSchG |    |
|                | Wohnhaus Kirchbergstraße 3                                             | Lauffen am Neckar, Kirchbergstraße 3 (Karte)                                               | Ende 19. Jahrhundert           | Erhaltenswertes Gebäude |    |
|                | Backhaus Kirchbergstraße 4                                             | Lauffen am Neckar, Kirchbergstraße 4 (Karte)                                               | Anfang 19. Jahrhundert         | Geschützt nach § 2 DSchG |    |
|                | Wohnhaus Kirchbergstraße 7                                             | Lauffen am Neckar, Kirchbergstraße 7 (Karte)                                               | 17. Jahrhundert                | Geschützt nach § 2 DSchG |    |
|                | So genanntes „Diakonat“, Pfarrhaus Kirchbergstraße 9                   | Lauffen am Neckar, Kirchbergstraße 9 (Karte)                                               | im Kern um 1600                | Geschützt nach § 2 DSchG |    |
|                | Wohnhaus Kirchbergstraße 10                                            | Lauffen am Neckar, Kirchbergstraße 10 (Karte)                                              | im Kern 17./18. Jahrhundert    | Erhaltenswertes Gebäude |    |
|                | Lateinschule, Wohnhaus Kirchbergstraße 11                              | Lauffen am Neckar, Kirchbergstraße 11 (Karte)                                              | 18. Jahrhundert                | Geschützt nach § 2 DSchG |    |
|                | Friedhofskapelle St. Anna, Regiswindiskapelle                          | Lauffen am Neckar, Kirchbergstraße 14 (Karte)                                              | im Kern 13. Jahrhundert        | Geschützt nach § 28 DSchG |    |
| Weitere Bilder | St. Martin, St. Regiswindis, Evangelische Pfarrkirche                  | Lauffen am Neckar, Kirchbergstraße 16 (Karte)                                              | im Kern von 1227               | Geschützt nach § 28 DSchG |    |
|                | Wohnhaus Kirchbergstraße 17                                            | Lauffen am Neckar, Kirchbergstraße 17 (Karte)                                              | im Kern 17. Jahrhundert        | Erhaltenswertes Gebäude |    |
|                | Pfarrhaus, Wohnhaus                                                    | Lauffen am Neckar, Kirchbergstraße 18 (Karte)                                              | im Kern um 1700                | Geschützt nach § 2 DSchG |    |
|                | Wohnhaus Kirchbergstraße 19                                            | Lauffen am Neckar, Kirchbergstraße 19 (Karte)                                              | um 1714                        | Erhaltenswertes Gebäude |    |
|                | Wohnhaus Kirchbergstraße 21 und 23                                     | Lauffen am Neckar, Kirchbergstraße 21 und 23 (Karte)                                       | um 1710                        | Erhaltenswertes Gebäude |    |
|                | Wohnhaus Kirchbergstraße 29                                            | Lauffen am Neckar, Kirchbergstraße 29 (Karte)                                              | 18. Jahrhundert                | Erhaltenswertes Gebäude |    |
|                | Wohnhaus Kirchstraße 1                                                 | Lauffen am Neckar, Kirchstraße 1 (Karte)                                                   | 1709                           | Geschützt nach § 2 DSchG |    |
|                | Wohnhaus Kirchstraße 3                                                 | Lauffen am Neckar, Kirchstraße 3 (Karte)                                                   | 1709                           | Geschützt nach § 2 DSchG |    |
|                | Rundbogentürrahmung Kirchstraße 4                                      | Lauffen am Neckar, Kirchstraße 4 (Karte)                                                   | 1711                           | Geschützt nach § 2 DSchG | BW |
|                | Wohnhaus Kirchstraße 6                                                 | Lauffen am Neckar, Kirchstraße 6 (Karte)                                                   | um 1700                        | Erhaltenswertes Gebäude |    |
|                | Mädchenschule, Wohnhaus                                                | Lauffen am Neckar, Kirchstraße 8 (Karte)                                                   | im Kern um 1710                | Geschützt nach § 2 DSchG |    |
|                | Wohn- und Geschäftshaus Lange Straße 3                                 | Lauffen am Neckar, Lange Straße 3 (Karte)                                                  | im Kern wohl 17. Jahrhundert   | Erhaltenswertes Gebäude |    |
|                | Ehemalige Scheune Lange Straße 5                                       | Lauffen am Neckar, Lange Straße 5 (Karte)                                                  | 1780                           | Erhaltenswertes Gebäude |    |
|                | Wohnhaus Lange Straße 6                                                | Lauffen am Neckar, Lange Straße 6 (Karte)                                                  | 1707                           | Geschützt nach § 2 DSchG |    |
|                | Wohn- und Geschäftshaus Lange Straße 8                                 | Lauffen am Neckar, Lange Straße 8 (Karte)                                                  | um 1700                        | Erhaltenswertes Gebäude |    |
|                | Wohn- und Geschäftshaus Lange Straße 10                                | Lauffen am Neckar, Lange Straße 10 (Karte)                                                 | im Kern um 1700                | Erhaltenswertes Gebäude |    |
|                | Wohn- und Geschäftshaus Lange Straße 12                                | Lauffen am Neckar, Lange Straße 12 (Karte)                                                 | 1746                           | Geschützt nach § 2 DSchG |    |
|                | Wohnhaus Lange Straße 14                                               | Lauffen am Neckar, Lange Straße 14 (Karte)                                                 | 1752                           | Geschützt nach § 2 DSchG |    |
|                | Wohn- und Geschäftshaus Lange Straße 15                                | Lauffen am Neckar, Lange Straße 15 (Karte)                                                 | im Kern vor 1700               | Erhaltenswertes Gebäude |    |
|                | Scheune Lange Straße 17                                                | Lauffen am Neckar, Lange Straße 17 (Karte)                                                 | 1736                           | Erhaltenswertes Gebäude | BW |
|                | Wohn- und Geschäftshaus Lange Straße 18 und 20                         | Lauffen am Neckar, Lange Straße 18 und 20 (Karte)                                          | 1749                           | Erhaltenswertes Gebäude |    |
|                | Wohnhaus mit Scheune Lange Straße 19                                   | Lauffen am Neckar, Lange Straße 19 (Karte)                                                 | im Kern 18./19. Jahrhundert    | Erhaltenswertes Gebäude |    |
|                | Wohnhaus Lange Straße 21                                               | Lauffen am Neckar, Lange Straße 21 (Karte)                                                 | 1887                           | Erhaltenswertes Gebäude | BW |
|                | Wohnhaus Lange Straße 23                                               | Lauffen am Neckar, Lange Straße 23 (Karte)                                                 | 1731                           | Erhaltenswertes Gebäude |    |
|                | Wohnhaus Lange Straße 24                                               | Lauffen am Neckar, Lange Straße 24 (Karte)                                                 | im Kern 17. Jahrhundert        | Erhaltenswertes Gebäude |    |
|                | Wohnhaus Lange Straße 30                                               | Lauffen am Neckar, Lange Straße 30 (Karte)                                                 | im Kern 17. Jahrhundert        | Geschützt nach § 2 DSchG |    |
|                | Wohnhaus Lange Straße 36                                               | Lauffen am Neckar, Lange Straße 36 (Karte)                                                 | im Kern Mitte 19. Jahrhundert  | Erhaltenswertes Gebäude |    |
|                | Wohnhaus Lange Straße 37                                               | Lauffen am Neckar, Lange Straße 37 (Karte)                                                 | im Kern 18. Jahrhundert        | Erhaltenswertes Gebäude |    |
|                | Wohnhaus Lange Straße 40                                               | Lauffen am Neckar, Lange Straße 40 (Karte)                                                 | im Kern Anfang 18. Jahrhundert | Erhaltenswertes Gebäude |    |
|                | Wohn- und Geschäftshaus Lange Straße 41                                | Lauffen am Neckar, Lange Straße 41 (Karte)                                                 | 1806                           | Erhaltenswertes Gebäude |    |
|                | Wohn- und Geschäftshaus Lange Straße 44                                | Lauffen am Neckar, Lange Straße 44 (Karte)                                                 | 1761                           | Geschützt nach § 2 DSchG |    |
|                | Wohn- und Geschäftshaus Lange Straße 48                                | Lauffen am Neckar, Lange Straße 48 (Karte)                                                 | im Kern 17. Jahrhundert        | Erhaltenswertes Gebäude |    |
|                | Scheune Lange Straße 49                                                | Lauffen am Neckar, Lange Straße 49 (Karte)                                                 | um 1900                        | Erhaltenswertes Gebäude | BW |
|                | Wohnhaus Lange Straße 51                                               | Lauffen am Neckar, Lange Straße 51 (Karte)                                                 | im Kern 18./19. Jahrhundert    | Erhaltenswertes Gebäude | BW |
|                | Gärten Lange Straße Flstnr. 171, 172, 176/1, 176/2, 177, 178, 180, 181 | Lauffen am Neckar, Lange Straße Flstnr. 171, 172, 176/1, 176/2, 177, 178, 180, 181 (Karte) |                                | Erhaltenswerte Gartenfläche hinter den rückwärtigen Gebäuden und Scheunen der Anwesen Lange Straße 15, 17, 19, 21, 23, 25 und 37 | BW |
|                | Wohnhaus Mittlere Straße 2                                             | Lauffen am Neckar, Mittlere Straße 2 (Karte)                                               | 1715                           | Erhaltenswertes Gebäude |    |
|                | Wohnhaus Mittlere Straße 18                                            | Lauffen am Neckar, Mittlere Straße 18 (Karte)                                              | im Kern 18. Jahrhundert        | Erhaltenswertes Gebäude | BW |
|                | Wohnhaus Mittlere Straße 19                                            | Lauffen am Neckar, Mittlere Straße 19 (Karte)                                              | im Kern 18./19. Jahrhundert    | Erhaltenswertes Gebäude |    |
|                | Wohnhaus Mittlere Straße 23                                            | Lauffen am Neckar, Mittlere Straße 23 (Karte)                                              | 1748                           | Erhaltenswertes Gebäude |    |
|                | So genanntes Erkerhaus, Wohnhaus                                       | Lauffen am Neckar, Mühltorstraße 1 (Karte)                                                 | 1605                           | Geschützt nach § 28 DSchG |    |
|                | Wohnhaus Mühltorstraße 3                                               | Lauffen am Neckar, Mühltorstraße 3 (Karte)                                                 | 16./17. Jahrhundert            | Erhaltenswertes Gebäude |    |
|                | Wohnhaus Mühltorstraße 5                                               | Lauffen am Neckar, Mühltorstraße 5 (Karte)                                                 | um 1700                        | Geschützt nach § 2 DSchG | BW |
|                | Wohnhaus Mühltorstraße 7                                               | Lauffen am Neckar, Mühltorstraße 7 (Karte)                                                 | im Kern 17. Jahrhundert        | Geschützt nach § 2 DSchG |    |
|                | Wohnhaus Mühltorstraße 8                                               | Lauffen am Neckar, Mühltorstraße 8 (Karte)                                                 | im Kern 18. Jahrhundert        | Erhaltenswertes Gebäude | BW |
|                | Wohnhaus Mühltorstraße 9                                               | Lauffen am Neckar, Mühltorstraße 9 (Karte)                                                 | im Kern 17. Jahrhundert        | Erhaltenswertes Gebäude | BW |
|                | Wohnhaus Mühltorstraße 10                                              | Lauffen am Neckar, Mühltorstraße 10 (Karte)                                                | im Kern um 1600                | Geschützt nach § 2 DSchG | BW |
|                | Wohnhaus Mühltorstraße 11                                              | Lauffen am Neckar, Mühltorstraße 11 (Karte)                                                | im Kern 17. Jahrhundert        | Erhaltenswertes Gebäude | BW |
|                | Wohnhaus Mühltorstraße 12                                              | Lauffen am Neckar, Mühltorstraße 12 (Karte)                                                | im Kern 16. Jahrhundert        | Geschützt nach § 2 DSchG |    |
|                | Wohn- und Geschäftshaus Mühltorstraße 13                               | Lauffen am Neckar, Mühltorstraße 13 (Karte)                                                | 1739                           | Erhaltenswertes Gebäude | BW |
|                | Wohnhaus Mühltorstraße 15                                              | Lauffen am Neckar, Mühltorstraße 15 (Karte)                                                | im Kern 18. Jahrhundert        | Erhaltenswertes Gebäude | BW |
|                | Wohnhaus Mühltorstraße 17                                              | Lauffen am Neckar, Mühltorstraße 17 (Karte)                                                | 1764                           | Erhaltenswertes Gebäude | BW |
|                | Doppelhaus Mühltorstraße 18/20                                         | Lauffen am Neckar, Mühltorstraße 18/20 (Karte)                                             | im Kern 17. Jahrhundert        | Geschützt nach § 2 DSchG |    |
|                | Wohnhaus Mühltorstraße 22                                              | Lauffen am Neckar, Mühltorstraße 22 (Karte)                                                | im Kern 18. Jahrhundert        | Erhaltenswertes Gebäude | BW |
|                | Scheune des Drittelhofes Mühltorstraße 23/1 und 25/1                   | Lauffen am Neckar, Mühltorstraße 23/1 und 25/1 (Karte)                                     | im Kern 18. Jahrhundert        | Erhaltenswertes Gebäude | BW |
|                | So genannter Drittelhof, Doppelwohnhaus Mühltorstraße 23/25            | Lauffen am Neckar, Mühltorstraße 23/25 (Karte)                                             | im Kern 17. Jahrhundert        | Erhaltenswertes Gebäude | BW |
|                | Wohnhaus Mühltorstraße 24                                              | Lauffen am Neckar, Mühltorstraße 24 (Karte)                                                | Ende 19. Jahrhundert           | Erhaltenswertes Gebäude | BW |
|                | So genannter Drittelhof, Wohnhaus Mühltorstraße 27                     | Lauffen am Neckar, Mühltorstraße 27 (Karte)                                                | im Kern 17./18. Jahrhundert    | Erhaltenswertes Gebäude | BW |
|                | Wohnhaus Mühltorstraße 31                                              | Lauffen am Neckar, Mühltorstraße 31 (Karte)                                                | 1902                           | Erhaltenswertes Gebäude | BW |
| Weitere Bilder | Neckarbrücke                                                           | Lauffen am Neckar (Karte)                                                                  | im Kern von 1529/32            | Geschützt nach § 2 DSchG |    |
|                | Neckarinsel                                                            | Lauffen am Neckar, Rathausstraße Flstnr. 152, 163 und 165 (Karte)                          |                                | Erhaltenswerte Grünfläche | BW |
|                | Neckarkanal                                                            | Lauffen am Neckar (Karte)                                                                  | 1938                           | Geschützt nach § 2 DSchG |    |
|                | Wohnhaus Oberamteistraße 1                                             | Lauffen am Neckar, Oberamteistraße 1 (Karte)                                               | 1736                           | Geschützt nach § 2 DSchG |    |
|                | Wohnhaus Oberamteistraße 3                                             | Lauffen am Neckar, Oberamteistraße 3 (Karte)                                               | im Kern 17. Jahrhundert        | Erhaltenswertes Gebäude | BW |
|                | Keller Oberamteistraße 5                                               | Lauffen am Neckar, Oberamteistraße 5 (Karte)                                               | im Kern 17. Jahrhundert        | Geschützt nach § 2 DSchG | BW |
|                | Wohnhaus Obere Berggasse 3                                             | Lauffen am Neckar, Obere Berggasse 3 (Karte)                                               | im Kern 17. Jahrhundert        | Erhaltenswertes Gebäude | BW |
|                | Wohnhaus Obere Berggasse 6                                             | Lauffen am Neckar, Obere Berggasse 6 (Karte)                                               | im Kern 17./18. Jahrhundert    | Erhaltenswertes Gebäude | BW |
|                | Brennerei Obere Berggasse 10/1                                         | Lauffen am Neckar, Obere Berggasse 10/1 (Karte)                                            | Anfang 20. Jahrhundert         | Erhaltenswertes Gebäude | BW |
|                | Gasthaus „Grüner Baum“, Wohnhaus                                       | Lauffen am Neckar, Obere Berggasse 18 (Karte)                                              | 1774                           | Geschützt nach § 2 DSchG |    |
|                | Wohnhaus Obere Berggasse 22                                            | Lauffen am Neckar, Obere Berggasse 22 (Karte)                                              | im Kern 17. Jahrhundert        | Erhaltenswertes Gebäude | BW |
|                | Gemeindehaus mit Fruchtkasten, Wohnhaus Obere Berggasse 26             | Lauffen am Neckar, Obere Berggasse 26 (Karte)                                              | im Kern 16. Jahrhundert        | Erhaltenswertes Gebäude | BW |
|                | Wohnhaus Querstraße 2                                                  | Lauffen am Neckar, Querstraße 2 (Karte)                                                    | um 1730                        | Geschützt nach § 2 DSchG |    |
|                | Scheune Querstraße 7/1                                                 | Lauffen am Neckar, Querstraße 7/1 (Karte)                                                  | 18./19. Jahrhundert            | Erhaltenswertes Gebäude | BW |
|                | Wohnhaus Querstraße 8                                                  | Lauffen am Neckar, Querstraße 8 (Karte)                                                    | um 1700                        | Geschützt nach § 2 DSchG |    |
|                | Scheune, Wohnhaus Querstraße 11                                        | Lauffen am Neckar, Querstraße 11 (Karte)                                                   | im Kern 18. Jahrhundert        | Geschützt nach § 2 DSchG |    |
|                | Wohnhaus Querstraße 14                                                 | Lauffen am Neckar, Querstraße 14 (Karte)                                                   | 2. Hälfte 19. Jahrhundert      | Erhaltenswertes Gebäude | BW |
|                | Wohnhaus Querstraße 20                                                 | Lauffen am Neckar, Querstraße 20 (Karte)                                                   | 1753                           | Erhaltenswertes Gebäude |    |
|                | Wohnhaus Rathausstraße 2                                               | Lauffen am Neckar, Rathausstraße 2 (Karte)                                                 | im Kern 17. Jahrhundert        | Erhaltenswertes Gebäude |    |
|                | Doppelhaus Rathausstraße 4                                             | Lauffen am Neckar, Rathausstraße 4 (Karte)                                                 | im Kern 17. Jahrhundert        | Geschützt nach § 2 DSchG |    |
|                | Wohnhaus Rathausstraße 6                                               | Lauffen am Neckar, Rathausstraße 6 (Karte)                                                 | Anfang 20. Jahrhundert         | Erhaltenswertes Gebäude | BW |
| Weitere Bilder | Burg der Grafen von Lauffen (Neckarburg), Sitz des Oberamtes, Rathaus  | Lauffen am Neckar, Rathausstraße 10 (Karte)                                                | im Kern um 1100                | Geschützt nach § 28 DSchG |    |
|                | Wohnhaus Sonnenstraße 8                                                | Lauffen am Neckar, Sonnenstraße 8 (Karte)                                                  | 1782                           | Geschützt nach § 2 DSchG |    |
|                | Wohnhaus Sonnenstraße 10                                               | Lauffen am Neckar, Sonnenstraße 10 (Karte)                                                 | im Kern 17./18. Jahrhundert    | Geschützt nach § 2 DSchG |    |
|                | Wohnhaus Sonnenstraße 14                                               | Lauffen am Neckar, Sonnenstraße 14 (Karte)                                                 | 18./19. Jahrhundert            | Erhaltenswertes Gebäude |    |
|                | Wohnhaus Sonnenstraße 23                                               | Lauffen am Neckar, Sonnenstraße 23 (Karte)                                                 | 1761                           | Erhaltenswertes Gebäude | BW |
|                | Wohn- und Geschäftshaus Stuttgarter Straße 1                           | Lauffen am Neckar, Stuttgarter Straße 1 (Karte)                                            | im Kern 18. Jahrhundert        | Erhaltenswertes Gebäude |    |
|                | Wohn- und Geschäftshaus Stuttgarter Straße 2                           | Lauffen am Neckar, Stuttgarter Straße 2 (Karte)                                            | im Kern um 1600                | Geschützt nach § 2 DSchG |    |
|                | Wohn- und Geschäftshaus Stuttgarter Straße 3                           | Lauffen am Neckar, Stuttgarter Straße 3 (Karte)                                            | im Kern 17./18. Jahrhundert    | Erhaltenswertes Gebäude |    |
|                | Gasthaus „Zum Ochsen“, Wohnhaus und Cafe                               | Lauffen am Neckar, Stuttgarter Straße 4 (Karte)                                            | 1622                           | Geschützt nach § 2 DSchG |    |
|                | Wohn- und Geschäftshaus Stuttgarter Straße 5                           | Lauffen am Neckar, Stuttgarter Straße 5 (Karte)                                            | 1747                           | Erhaltenswertes Gebäude |    |
|                | Eingang mit geohrter Türumrahmung Stuttgarter Straße 6                 | Lauffen am Neckar, Stuttgarter Straße 6 (Karte)                                            | 1747                           | Geschützt nach § 2 DSchG |    |
|                | Gasthaus „Krone“, Wohnhaus                                             | Lauffen am Neckar, Stuttgarter Straße 7 (Karte)                                            | 1713                           | Geschützt nach § 2 DSchG |    |
|                | Wohnhaus Stuttgarter Straße 8                                          | Lauffen am Neckar, Stuttgarter Straße 8 (Karte)                                            | 17./18. Jahrhundert            | Geschützt nach § 2 DSchG |    |
|                | Wohn- und Geschäftshaus Stuttgarter Straße 9                           | Lauffen am Neckar, Stuttgarter Straße 9 (Karte)                                            | 1711                           | Geschützt nach § 2 DSchG |    |
|                | Wohnhaus Stuttgarter Straße 11                                         | Lauffen am Neckar, Stuttgarter Straße 11 (Karte)                                           | 1747                           | Geschützt nach § 2 DSchG |    |
|                | Wohnhaus Stuttgarter Straße 22                                         | Lauffen am Neckar, Stuttgarter Straße 22 (Karte)                                           | 1706                           | Geschützt nach § 2 DSchG |    |
|                | Wohnhaus Stuttgarter Straße 24                                         | Lauffen am Neckar, Stuttgarter Straße 24 (Karte)                                           | im Kern 18. Jahrhundert        | Erhaltenswertes Gebäude |    |

### Außerhalb der Gesamtanlage Lauffen am Neckar
Bau-, Kunst- und Kulturdenkmale außerhalb der Gesamtanlage Lauffen am Neckar:
| Bild           | Bezeichnung          | Lage                                              | Datierung | Beschreibung                                                                                     | ID                       |
| -------------- | -------------------- | ------------------------------------------------- | --------- | ------------------------------------------------------------------------------------------------ | ------------------------ |
|                | Herzog-Ulrich-Schule | Lauffen am Neckar, Ludwigstraße 1 (Karte)         |           | [ 1 ]                                                                                            | BW                       |
| Weitere Bilder | Hölderlinhaus        | Lauffen am Neckar, Nordheimer Straße 5 (Karte)    | 1574      | Das Hölderlinhaus ist das Geburtshaus von Friedrich Hölderlin und wird heute als Museum genutzt. |                          |
| Weitere Bilder | Villa Rustica        | Lauffen am Neckar, Gemarkung Brunnenäcker (Karte) | 150       |                                                                                                  | Wikidata-Objekt anzeigen |